# CEV Champions League 2018-2019 (maschile)
La CEV Champions League 2018-2019 si è svolta dall'8 ottobre 2018 al 18 maggio 2019: al torneo hanno partecipato trentaquattro squadre di club europee e la vittoria finale è andata per la seconda volta alla Lube.

## Formula

### Sistema di qualificazione
È stata ammessa a partecipare alla CEV Champions League 2018-19 almeno una squadra per ognuna delle 56 federazioni nazionali. Secondo il Ranking CEV, basato sui risultati di tutte le formazioni affiliate alla medesima federazione nazionale delle ultime tre edizioni della massima competizione europea, alcune federazioni hanno potuto beneficiare della possibilità di iscrivere alla competizione più squadre e di evitare ad una o più formazioni la disputa dei turni preliminari, consentendone l'accesso al torneo direttamente dalla fase a gironi. In particolare:
- 3 squadre direttamente ai gironi:  Italia,  Polonia e  Russia
- 2 squadre ai gironi e 1 ai preliminari:  Belgio,  Germania e  Turchia
- 1 squadra ai gironi e 1 ai preliminari:  Francia,  Grecia e  Slovenia

Fra le settantuno formazioni aventi diritto, si sono iscritte ed hanno partecipato alla manifestazione trentaquattro squadre per un totale di ventuno federazioni rappresentate.

### Regolamento
Le fasi di inizio nel torneo per le varie squadre sono state stabilite in base al ranking CEV.
Sedici squadre hanno disputato una fase preliminare in tre turni successivi ad eliminazione diretta, ciascuno dei quali organizzato con gare di andata e ritorno e la disputa di un golden set in caso di parità di punti dopo le due partite (coi punteggi di 3-0 e 3-1 sono stati assegnati 3 punti alla squadra vincente e 0 a quella perdente, col punteggio di 3-2 sono stati assegnati 2 punti alla squadra vincente e 1 a quella perdente): le due vincitrici della fase preliminare e le migliori diciotto squadre continentali hanno disputato la fase a gironi, strutturata con formula del girone all'italiana a doppio turno.
La prima classificata di ogni girone e le tre migliori seconde classificate si sono qualificate alla fase ad eliminazione diretta, organizzata in quarti di finale, semifinali (entrambi giocati con gare di andata e ritorno e con la disputa di un golden set in caso di parità di punti dopo le due partite) e finale, quest'ultima disputata in gara unica su campo neutro.
Le squadre sconfitte nei tre turni preliminari sono state relegate in Coppa CEV 2018-19.

### Criteri di classifica
Se il risultato finale è stato di 3-0 o 3-1 sono stati assegnati 3 punti alla squadra vincente e 0 a quella sconfitta, se il risultato finale è stato di 3-2 sono stati assegnati 2 punti alla squadra vincente e 1 a quella sconfitta.
L'ordine del posizionamento in classifica è stato definito in base a:
- Numero di partite vinte;
- Punti;
- Ratio dei set vinti/persi;
- Ratio dei punti realizzati/subiti;
- Risultato degli scontri diretti.

## Squadre partecipanti
| - Aich/Dob - Aalst - Maaseik - Roeselare - Šachcër Salihorsk - Mladost Brčko - Neftohimik - HAOK Mladost - Vammalan | - Chaumont - Tours - Charlottenburg - Friedrichshafen - Rüsselsheim - PAOK - Lube - Modena - Sir Safety Perugia | - Viking - Lycurgus - Skra Bełchatów - Trefl Gdańsk - ZAKSA - Karlovarsko - Dinamo Mosca - Zenit San Pietroburgo - Zenit-Kazan | - Vojvodina - ACH Volley - Teruel - Arkas - Halkbank - İstanbul BB - Kazincbarcika |

## Torneo

### Primo turno
Gli accoppiamenti fra le squadre per il primo turno e gli abbinamenti per i turni successivi sono stati sorteggiati il 29 giugno 2018 a Lussemburgo.

#### Andata
| 10 ottobre 2018 Sportska Dvorana Peki, Pale Durata: 1h:40 - Spettatori: 500             | Mladost Brčko     | 1 - 3 | Neftohimik  | 17-25, 20-25, 26-24, 23-25        |
| 9 ottobre 2018 Dom odbojke Bojan Stranić, Zagabria Durata: 2h:08 - Spettatori: 1 100    | HAOK Mladost      | 2 - 3 | Vojvodina   | 21-25, 21-25, 27-25, 25-20, 12-15 |
| 9 ottobre 2018 Sotra Arena, Fjell Durata: 1h:15 - Spettatori: 680                       | Viking            | 0 - 3 | Chaumont    | 22-25, 12-25, 21-25               |
| 9 ottobre 2018 Pabellón Municipal Los Planos, Teruel Durata: 1h:12 - Spettatori: 1 200  | Teruel            | 3 - 0 | Aalst       | 25-20, 25-22, 25-17               |
| 11 ottobre 2018 MartiniPlaza, Groninga Durata: 1h:48 - Spettatori: 1 000                | Lycurgus          | 1 - 3 | Aich/Dob    | 24-26, 22-25, 25-23, 18-25        |
| 10 ottobre 2018 Palazzetto dello Sport Uruchje, Minsk Durata: 1h:20 - Spettatori: 2 700 | Šachcër Salihorsk | 0 - 3 | Rüsselsheim | 21-25, 22-25, 20-25               |
| 10 ottobre 2018 Vexve Areena, Sastamala Durata: 1h:58 - Spettatori: 1 438               | Vammalan          | 2 - 3 | İstanbul BB | 25-22, 19-25, 25-16, 21-25, 15-17 |
| 8 ottobre 2018 Continental Aréna, Nyíregyháza Durata: 2h:25 - Spettatori: 500           | Kazincbarcika     | 2 - 3 | PAOK        | 18-25, 27-25, 30-28, 19-25, 13-15 |

#### Ritorno
| 16 ottobre 2018 Palazzetto dello Sport Mladost, Burgas Durata: 1h:24 - Spettatori: 670   | Neftohimik  | 3 - 1 | Mladost Brčko     | 25-21, 25-19, 19-25, 25-16           |
| 17 ottobre 2018 SPC Vojvodina, Novi Sad Durata: 1h:48 - Spettatori: 1 900                | Vojvodina   | 3 - 1 | HAOK Mladost      | 25-23, 21-25, 25-21, 28-26           |
| 17 ottobre 2018 Complexe Sportif Rene-Tys, Reims Durata: 1h:02 - Spettatori: 620         | Chaumont    | 3 - 0 | Viking            | 25-15, 25-20, 25-8                   |
| 17 ottobre 2018 Sportcentrum Schotte, Aalst Durata: 1h:57 - Spettatori: 1 150            | Aalst       | 3 - 0 | Teruel            | 34-32, 25-21, 25-21 Golden set: 7-15 |
| 17 ottobre 2018 BSH Sportpark, Klagenfurt Durata: 1h:59 - Spettatori: 1 578              | Aich/Dob    | 2 - 3 | Lycurgus          | 20-25, 26-24, 25-19, 19-25, 15-17    |
| 17 ottobre 2018 Fraport Arena, Francoforte sul Meno Durata: 1h:59 - Spettatori: 820      | Rüsselsheim | 2 - 3 | Šachcër Salihorsk | 25-21, 25-21, 19-25, 18-25, 19-21    |
| 17 ottobre 2018 Hidayet Türkoğlu Spor Salonu, Istanbul Durata: 1h:38 - Spettatori: 1 065 | İstanbul BB | 3 - 1 | Vammalan          | 25-23, 25-19, 23-25, 25-16           |
| 17 ottobre 2018 PAOK Sports Arena, Salonicco Durata: 1h:18 - Spettatori: 1 100           | PAOK        | 3 - 0 | Kazincbarcika     | 25-16, 25-12, 25-19                  |

#### Squadre qualificate
- Aich/Dob
- Neftohimik
- Chaumont
- Rüsselsheim
- PAOK
- Vojvodina
- Teruel
- İstanbul BB

### Secondo turno

#### Andata
| 24 ottobre 2018 Palazzetto dello Sport Mladost, Burgas Durata: 1h:45 - Spettatori: 600  | Neftohimik  | 2 - 3 | Vojvodina   | 25-20, 25-22, 20-25, 19-25, 11-15 |
| 23 ottobre 2018 Pabellón Municipal Los Planos, Teruel Durata: 2h:01 - Spettatori: 1 300 | Teruel      | 3 - 2 | Chaumont    | 24-26, 25-20, 20-25, 25-22, 15-11 |
| 23 ottobre 2018 Fraport Arena, Francoforte sul Meno Durata: 1h:20 - Spettatori: 450     | Rüsselsheim | 3 - 0 | Aich/Dob    | 25-21, 25-21, 25-21               |
| 24 ottobre 2018 PAOK Sports Arena, Salonicco Durata: 1h:55 - Spettatori: 1 250          | PAOK        | 3 - 2 | İstanbul BB | 25-20, 25-13, 19-25, 22-25, 15-11 |

#### Ritorno
| 31 ottobre 2018 SPC Vojvodina, Novi Sad Durata: 1h:08 - Spettatori: 1 500                | Vojvodina   | 3 - 0 | Neftohimik  | 25-17, 25-22, 25-22                                 |
| 30 ottobre 2018 Complexe Sportif Rene-Tys, Reims Durata: 1h:17 - Spettatori: 750         | Chaumont    | 3 - 0 | Teruel      | 25-16, 25-22, 25-20                                 |
| 31 ottobre 2018 BSH Sportpark, Klagenfurt Durata: 1h:47 - Spettatori: 938                | Aich/Dob    | 3 - 2 | Rüsselsheim | 20-25, 17-25, 25-18, 25-15, 15-13                   |
| 31 ottobre 2018 Hidayet Türkoğlu Spor Salonu, Istanbul Durata: 2h:20 - Spettatori: 1 082 | İstanbul BB | 3 - 2 | PAOK        | 21-25, 25-22, 21-25, 25-22, 15-12 Golden set: 13-15 |

#### Squadre qualificate
- Chaumont
- Rüsselsheim
- PAOK
- Vojvodina

### Terzo turno

#### Andata
| 7 novembre 2018 Complexe Sportif Rene-Tys, Reims Durata: 1h:11 - Spettatori: 800 | Chaumont | 3 - 0 | Vojvodina   | 25-22, 25-16, 25-23 |
| 7 novembre 2018 PAOK Sports Arena, Salonicco Durata: 1h:20 - Spettatori: 1 500   | PAOK     | 0 - 3 | Rüsselsheim | 25-27, 17-25, 21-25 |

#### Ritorno
| 13 novembre 2018 SPC Vojvodina, Novi Sad Durata: 1h:18 - Spettatori: 1 920             | Vojvodina   | 0 - 3 | Chaumont | 23-25, 23-25, 17-25        |
| 13 novembre 2018 Fraport Arena, Francoforte sul Meno Durata: 1h:40 - Spettatori: 2 007 | Rüsselsheim | 3 - 1 | PAOK     | 25-17, 25-17, 21-25, 27-25 |

#### Squadre qualificate
- Chaumont
- Rüsselsheim

### Fase a gironi
I gironi sono stati sorteggiati il 2 novembre 2018 a Budapest.
| Girone A    | Girone B    | Girone C              | Girone D       | Girone E           |
| ----------- | ----------- | --------------------- | -------------- | ------------------ |
| Zenit-Kazan | Lube        | Zenit San Pietroburgo | Skra Bełchatów | Sir Safety Perugia |
| Halkbank    | ZAKSA       | Friedrichshafen       | Charlottenburg | Arkas              |
| Roeselare   | Karlovarsko | ACH Volley            | Maaseik        | Tours              |
| Rüsselsheim | Modena      | Chaumont              | Trefl Gdańsk   | Dinamo Mosca       |

#### Girone A

##### Risultati
| 21 novembre 2018 Centr volejbola Sankt-Peterburg, Kazan' Durata: 1h:08 - Spettatori: 2 600 | Zenit-Kazan | 3 - 0 | Rüsselsheim | 25-18, 25-17, 25-13              |
| 20 novembre 2018 Başkent Voleybol Salonu, Ankara Durata: 2h:14 - Spettatori: 1 923         | Halkbank    | 3 - 2 | Roeselare   | 29-31, 25-23, 22-25, 25-15, 15-9 |
| 20 dicembre 2018 Sporthal Schiervelde, Roeselare Durata: 1h:50 - Spettatori: 1 990         | Roeselare   | 1 - 3 | Zenit-Kazan | 18-25, 25-20, 23-25, 19-25       |
| 18 dicembre 2018 Fraport Arena, Francoforte sul Meno Durata: 1h:26 - Spettatori: 1 327     | Rüsselsheim | 3 - 0 | Halkbank    | 25-18, 25-19, 25-23              |
| 16 gennaio 2019 Başkent Voleybol Salonu, Ankara Durata: 1h:43 - Spettatori: 2 500          | Halkbank    | 1 - 3 | Zenit-Kazan | 15-25, 18-25, 26-24, 22-25       |
| 15 gennaio 2019 Fraport Arena, Francoforte sul Meno Durata: 2h:00 - Spettatori: 1 038      | Rüsselsheim | 2 - 3 | Roeselare   | 20-25, 17-25, 25-21, 25-21, 8-15 |
| 29 gennaio 2019 Centr volejbola Sankt-Peterburg, Kazan' Durata: 1h:34 - Spettatori: 2 300  | Zenit-Kazan | 3 - 1 | Roeselare   | 20-25, 25-18, 25-18, 25-20       |
| 30 gennaio 2019 Başkent Voleybol Salonu, Ankara Durata: 1h:44 - Spettatori: 800            | Halkbank    | 3 - 1 | Rüsselsheim | 25-12, 23-25, 25-22, 25-21       |
| 14 febbraio 2019 Fraport Arena, Francoforte sul Meno Durata: 1h:50 - Spettatori: 2 943     | Rüsselsheim | 1 - 3 | Zenit-Kazan | 19-25, 21-25, 25-23, 18-25       |
| 14 febbraio 2019 Sporthal Schiervelde, Roeselare Durata: 1h:40 - Spettatori: 1 700         | Roeselare   | 1 - 3 | Halkbank    | 22-25, 25-20, 17-25, 19-25       |
| 27 febbraio 2019 Centr volejbola Sankt-Peterburg, Kazan' Durata: 1h:18 - Spettatori: 2 530 | Zenit-Kazan | 3 - 0 | Halkbank    | 25-14, 25-22, 28-26              |
| 27 febbraio 2019 Sporthal Schiervelde, Roeselare Durata: 1h:42 - Spettatori: 1 600         | Roeselare   | 3 - 1 | Rüsselsheim | 25-22, 25-15, 22-25, 25-15       |

##### Classifica
| Pos | Squadra     | Pt | G | V | P | SV | SP | Ratio | PF  | PS  | Ratio |
| --- | ----------- | -- | - | - | - | -- | -- | ----- | --- | --- | ----- |
| 1   | Zenit-Kazan | 18 | 6 | 6 | 0 | 18 | 4  | 4,500 | 540 | 440 | 1,227 |
| 2   | Halkbank    | 8  | 6 | 3 | 3 | 10 | 13 | 0,769 | 512 | 518 | 0,988 |
| 3   | Roeselare   | 6  | 6 | 2 | 4 | 11 | 15 | 0,733 | 556 | 573 | 0,970 |
| 4   | Rüsselsheim | 4  | 6 | 1 | 5 | 8  | 15 | 0,533 | 458 | 535 | 0,856 |

#### Girone B

##### Risultati
| 22 novembre 2018 PalaCivitanova, Civitanova Marche Durata: 1h:35 - Spettatori: 4 100 | Lube        | 3 - 0 | Modena      | 25-22, 30-28, 25-22               |
| 21 novembre 2018 Hala Azoty, Kędzierzyn-Koźle Durata: 1h:08 - Spettatori: 1 600      | ZAKSA       | 3 - 0 | Karlovarsko | 25-16, 25-16, 25-17               |
| 19 dicembre 2018 KV Arena, Karlovy Vary Durata: 1h:09 - Spettatori: 3 108            | Karlovarsko | 0 - 3 | Lube        | 16-25, 18-25, 14-25               |
| 19 dicembre 2018 PalaPanini, Modena Durata: 2h:03 - Spettatori: 4 111                | Modena      | 3 - 1 | ZAKSA       | 25-23, 25-21, 22-25, 26-24        |
| 15 gennaio 2019 Gliwice Arena, Gliwice Durata: 1h:12 - Spettatori: 8 700             | ZAKSA       | 0 - 3 | Lube        | 19-25, 17-25, 19-25               |
| 16 gennaio 2019 PalaPanini, Modena Durata: 1h:18 - Spettatori: 3 500                 | Modena      | 3 - 0 | Karlovarsko | 26-24, 25-22, 25-17               |
| 31 gennaio 2019 PalaCivitanova, Civitanova Marche Durata: 1h:09 - Spettatori: 3 279  | Lube        | 3 - 0 | Karlovarsko | 25-16, 25-18, 25-14               |
| 31 gennaio 2019 Hala Azoty, Kędzierzyn-Koźle Durata: 1h:41 - Spettatori: 2 500       | ZAKSA       | 3 - 1 | Modena      | 22-25, 26-24, 25-21, 25-22        |
| 13 febbraio 2019 PalaPanini, Modena Durata: 2h:07 - Spettatori: 4 550                | Modena      | 1 - 3 | Lube        | 27-25, 26-28, 23-25, 21-25        |
| 13 febbraio 2019 KV Arena, Karlovy Vary Durata: 1h:12 - Spettatori: 1 723            | Karlovarsko | 0 - 3 | ZAKSA       | 19-25, 23-25, 18-25               |
| 27 febbraio 2019 PalaCivitanova, Civitanova Marche Durata: 2h:10 - Spettatori: 2 900 | Lube        | 3 - 2 | ZAKSA       | 20-25, 22-25, 34-32, 25-21, 15-12 |
| 27 febbraio 2019 KV Arena, Karlovy Vary Durata: 1h:05 - Spettatori: 2 154            | Karlovarsko | 0 - 3 | Modena      | 18-25, 21-25, 19-25               |

##### Classifica
| Pos | Squadra     | Pt | G | V | P | SV | SP | Ratio | PF  | PS  | Ratio |
| --- | ----------- | -- | - | - | - | -- | -- | ----- | --- | --- | ----- |
| 1   | Lube        | 17 | 6 | 6 | 0 | 18 | 3  | 6,000 | 524 | 435 | 1,205 |
| 2   | ZAKSA       | 10 | 6 | 3 | 3 | 12 | 10 | 1,200 | 511 | 490 | 1,043 |
| 3   | Modena      | 9  | 6 | 3 | 3 | 11 | 10 | 1,100 | 510 | 495 | 1,030 |
| 4   | Karlovarsko | 0  | 6 | 0 | 6 | 0  | 18 | 0,000 | 326 | 451 | 0,723 |

#### Girone C

##### Risultati
| 20 novembre 2018 Sibur Arena, San Pietroburgo Durata: 2h:12 - Spettatori: 4 700     | Zenit San Pietroburgo | 3 - 2 | Chaumont              | 25-22, 20-25, 25-22, 20-25, 16-14 |
| 21 novembre 2018 ZF-Arena, Friedrichshafen Durata: 1h:28 - Spettatori: 1 250        | Friedrichshafen       | 3 - 0 | ACH Volley            | 36-34, 25-19, 25-15               |
| 18 dicembre 2018 Hala Tivoli, Lubiana Durata: 2h:15 - Spettatori: 1 714             | ACH Volley            | 2 - 3 | Zenit San Pietroburgo | 19-25, 21-25, 25-19, 25-21, 14-16 |
| 18 dicembre 2018 Complexe Sportif Rene-Tys, Reims Durata: 1h:17 - Spettatori: 1 052 | Chaumont              | 3 - 0 | Friedrichshafen       | 25-15, 25-23, 25-18               |
| 16 gennaio 2019 ZF-Arena, Friedrichshafen Durata: 1h:27 - Spettatori: 1 896         | Friedrichshafen       | 0 - 3 | Zenit San Pietroburgo | 17-25, 20-25, 31-33               |
| 15 gennaio 2019 Complexe Sportif Rene-Tys, Reims Durata: 2h:06 - Spettatori: 851    | Chaumont              | 3 - 1 | ACH Volley            | 25-18, 25-13, 28-30, 28-26        |
| 31 gennaio 2019 Dvorec Sporta Dinamo, Mosca Durata: 1h:08 - Spettatori: 3 400       | Zenit San Pietroburgo | 3 - 0 | ACH Volley            | 25-19, 25-22, 25-19               |
| 30 gennaio 2019 ZF-Arena, Friedrichshafen Durata: 2h:09 - Spettatori: 1 384         | Friedrichshafen       | 2 - 3 | Chaumont              | 19-25, 19-25, 25-22, 25-19, 14-16 |
| 13 febbraio 2019 Complexe Sportif Rene-Tys, Reims Durata: 2h:10 - Spettatori: 1 452 | Chaumont              | 2 - 3 | Zenit San Pietroburgo | 24-26, 25-13, 19-25, 25-17, 18-20 |
| 14 febbraio 2019 Hala Tivoli, Lubiana Durata: 2h:08 - Spettatori: 1 013             | ACH Volley            | 2 - 3 | Friedrichshafen       | 25-21, 22-25, 16-25, 25-22, 7-15  |
| 27 febbraio 2019 Sibur Arena, San Pietroburgo Durata: 1h:24 - Spettatori: 2 950     | Zenit San Pietroburgo | 3 - 0 | Friedrichshafen       | 25-22, 25-22, 25-22               |
| 27 febbraio 2019 Hala Tivoli, Lubiana Durata: 1h:44 - Spettatori: 550               | ACH Volley            | 1 - 3 | Chaumont              | 17-25, 25-23, 15-25, 16-25        |

##### Classifica
| Pos | Squadra               | Pt | G | V | P | SV | SP | Ratio | PF  | PS  | Ratio |
| --- | --------------------- | -- | - | - | - | -- | -- | ----- | --- | --- | ----- |
| 1   | Zenit San Pietroburgo | 15 | 6 | 6 | 0 | 18 | 6  | 3,000 | 546 | 517 | 1,056 |
| 2   | Chaumont              | 13 | 6 | 4 | 2 | 16 | 10 | 1,600 | 605 | 525 | 1,152 |
| 3   | Friedrichshafen       | 6  | 6 | 2 | 4 | 8  | 14 | 0,571 | 486 | 503 | 0,966 |
| 4   | ACH Volley            | 2  | 6 | 0 | 6 | 6  | 18 | 0,333 | 487 | 579 | 0,841 |

#### Girone D

##### Risultati
| 20 novembre 2018 Hala Energia, Bełchatów Durata: 2h:05 - Spettatori: 1 500      | Skra Bełchatów | 3 - 1 | Trefl Gdańsk   | 21-25, 35-33, 25-19, 26-24        |
| 22 novembre 2018 Max-Schmeling-Halle, Berlino Durata: 1h:47 - Spettatori: 3 949 | Charlottenburg | 3 - 1 | Maaseik        | 25-23, 25-22, 18-25, 25-18        |
| 18 dicembre 2018 Steengoed Arena, Maaseik Durata: 1h:28 - Spettatori: 2 000     | Maaseik        | 3 - 0 | Skra Bełchatów | 25-21, 25-22, 29-27               |
| 19 dicembre 2018 Ergo Arena, Danzica Durata: 1h:22 - Spettatori: 2 100          | Trefl Gdańsk   | 3 - 0 | Charlottenburg | 26-24, 25-19, 25-18               |
| 16 gennaio 2019 Max-Schmeling-Halle, Berlino Durata: 1h:34 - Spettatori: 4 252  | Charlottenburg | 0 - 3 | Skra Bełchatów | 21-25, 22-25, 23-25               |
| 16 gennaio 2019 Ergo Arena, Danzica Durata: 1h:45 - Spettatori: ?               | Trefl Gdańsk   | 3 - 1 | Maaseik        | 22-25, 25-22, 25-20, 25-22        |
| 30 gennaio 2019 Hala Energia, Bełchatów Durata: 2h:04 - Spettatori: 2 452       | Skra Bełchatów | 2 - 3 | Maaseik        | 16-25, 29-27, 25-16, 21-25, 12-15 |
| 30 gennaio 2019 Max-Schmeling-Halle, Berlino Durata: 1h:35 - Spettatori: 4 138  | Charlottenburg | 0 - 3 | Trefl Gdańsk   | 20-25, 21-25, 36-38               |
| 14 febbraio 2019 Ergo Arena, Danzica Durata: 2h:19 - Spettatori: 4 350          | Trefl Gdańsk   | 3 - 2 | Skra Bełchatów | 25-22, 28-26, 21-25, 18-25, 16-14 |
| 13 febbraio 2019 Steengoed Arena, Maaseik Durata: 2h:15 - Spettatori: 2 100     | Maaseik        | 2 - 3 | Charlottenburg | 25-22, 25-20, 29-31, 22-25, 13-15 |
| 27 febbraio 2019 Hala Energia, Bełchatów Durata: 1h:35 - Spettatori: 2 450      | Skra Bełchatów | 3 - 0 | Charlottenburg | 27-25, 25-23, 31-29               |
| 27 febbraio 2019 Steengoed Arena, Maaseik Durata: 1h:21 - Spettatori: 1 400     | Maaseik        | 0 - 3 | Trefl Gdańsk   | 20-25, 21-25, 21-25               |

##### Classifica
| Pos | Squadra        | Pt | G | V | P | SV | SP | Ratio | PF  | PS  | Ratio |
| --- | -------------- | -- | - | - | - | -- | -- | ----- | --- | --- | ----- |
| 1   | Trefl Gdańsk   | 14 | 6 | 5 | 1 | 16 | 6  | 2,667 | 545 | 508 | 1,073 |
| 2   | Skra Bełchatów | 11 | 6 | 3 | 3 | 13 | 10 | 1,300 | 550 | 539 | 1,020 |
| 3   | Maaseik        | 6  | 6 | 2 | 4 | 10 | 14 | 0,714 | 540 | 551 | 0,980 |
| 4   | Charlottenburg | 5  | 6 | 2 | 4 | 6  | 15 | 0,400 | 487 | 524 | 0,929 |

#### Girone E

##### Risultati
| 21 novembre 2018 PalaEvangelisti, Perugia Durata: 1h:27 - Spettatori: 3 193        | Sir Safety Perugia | 3 - 0 | Dinamo Mosca       | 25-23, 27-25, 25-21               |
| 21 novembre 2018 Atatürk Voleybol Salonu, Smirne Durata: 1h:17 - Spettatori: 2 000 | Arkas              | 0 - 3 | Tours              | 20-25, 23-25, 19-25               |
| 19 dicembre 2018 Salle Robert-Grenon, Tours Durata: 1h:46 - Spettatori: 3 023      | Tours              | 1 - 3 | Sir Safety Perugia | 19-25, 25-16, 19-25, 25-27        |
| 18 dicembre 2018 Dvorec sporta Dinamo, Mosca Durata: 1h:23 - Spettatori: 2 500     | Dinamo Mosca       | 3 - 0 | Arkas              | 25-23, 25-20, 25-15               |
| 15 gennaio 2019 Atatürk Voleybol Salonu, Smirne Durata: 1h:40 - Spettatori: 3 100  | Arkas              | 1 - 3 | Sir Safety Perugia | 10-25, 19-25, 25-22, 23-25        |
| 17 gennaio 2019 Dvorec sporta Dinamo, Mosca Durata: 1h:31 - Spettatori: 2 900      | Dinamo Mosca       | 3 - 0 | Tours              | 27-25, 26-24, 26-24               |
| 30 gennaio 2019 PalaEvangelisti, Perugia Durata: 1h:12 - Spettatori: 2 976         | Sir Safety Perugia | 3 - 0 | Tours              | 25-20, 25-20, 25-19               |
| 29 gennaio 2019 Atatürk Voleybol Salonu, Smirne Durata: 1h:13 - Spettatori: 3 010  | Arkas              | 0 - 3 | Dinamo Mosca       | 22-25, 16-25, 18-25               |
| 13 febbraio 2019 Dvorec sporta Dinamo, Mosca Durata: 1h:46 - Spettatori: 4 100     | Dinamo Mosca       | 1 - 3 | Sir Safety Perugia | 25-22, 21-25, 20-25, 23-25        |
| 12 febbraio 2019 Salle Robert-Grenon, Tours Durata: 2h:00 - Spettatori: 2 600      | Tours              | 3 - 2 | Arkas              | 25-21, 25-16, 20-25, 22-25, 15-12 |
| 27 febbraio 2019 PalaEvangelisti, Perugia Durata: 1h:34 - Spettatori: 2 883        | Sir Safety Perugia | 3 - 1 | Arkas              | 25-21, 25-22, 25-27, 25-16        |
| 27 febbraio 2019 Salle Robert-Grenon, Tours Durata: 1h:33 - Spettatori: 2 500      | Tours              | 0 - 3 | Dinamo Mosca       | 23-25, 17-25, 31-33               |

##### Classifica
| Pos | Squadra            | Pt | G | V | P | SV | SP | Ratio | PF  | PS  | Ratio |
| --- | ------------------ | -- | - | - | - | -- | -- | ----- | --- | --- | ----- |
| 1   | Sir Safety Perugia | 18 | 6 | 6 | 0 | 18 | 4  | 4,500 | 539 | 468 | 1,152 |
| 2   | Dinamo Mosca       | 12 | 6 | 4 | 2 | 13 | 6  | 2,167 | 470 | 432 | 1,088 |
| 3   | Tours              | 5  | 6 | 2 | 4 | 7  | 14 | 0,500 | 473 | 491 | 0,963 |
| 4   | Arkas              | 1  | 6 | 0 | 6 | 4  | 18 | 0,222 | 438 | 529 | 0,828 |

### Quarti di finale
Gli accoppiamenti fra le squadre per le sfide dei quarti di finale e gli abbinamenti per i turni successivi sono stati sorteggiati il 1º marzo 2019 a Lussemburgo.
Sulla base del posizionamento in classifica e dei risultati conseguiti nella fase a gironi, sono state individuate quattro teste di serie (le migliori quattro prime classificate), inserite nell'urna 1, che vengono abbinate tramite sorteggio ad una delle altre quattro formazioni qualificate, inserite nell'urna 2, con queste ultime che disputano la gara d'andata in casa; viene impedito l'abbinamento fra formazioni che si sono già affrontate nella fase a gironi.
| # | Urna 1                | Urna 2         |
| - | --------------------- | -------------- |
| 1 | Zenit-Kazan           | Trefl Gdańsk   |
| 2 | Sir Safety Perugia    | Chaumont       |
| 3 | Lube                  | Dinamo Mosca   |
| 4 | Zenit San Pietroburgo | Skra Bełchatów |

#### Andata
| 14 marzo 2019 Complexe Sportif Rene-Tys, Reims Durata: 2h:08 - Spettatori: 1 652 | Chaumont       | 2 - 3 | Sir Safety Perugia    | 21-25, 31-29, 25-17, 19-25, 14-16 |
| 13 marzo 2019 Ergo Arena, Danzica Durata: 2h:10 - Spettatori: 4 850              | Trefl Gdańsk   | 2 - 3 | Zenit-Kazan           | 19-25, 25-23, 23-25, 25-23, 13-15 |
| 14 marzo 2019 Hala Energia, Bełchatów Durata: 1h:39 - Spettatori: 2 700          | Skra Bełchatów | 3 - 1 | Zenit San Pietroburgo | 25-18, 13-25, 25-22, 25-18        |
| 12 marzo 2019 Dvorec sporta Dinamo, Mosca Durata: 2h:14 - Spettatori: 3 700      | Dinamo Mosca   | 2 - 3 | Lube                  | 10-25, 25-23, 25-23, 18-25, 13-15 |

#### Ritorno
| 20 marzo 2019 PalaEvangelisti, Perugia Durata: 1h:17 - Spettatori: 2 700                | Sir Safety Perugia    | 3 - 0 | Chaumont       | 25-21, 25-16, 25-17                                 |
| 19 marzo 2019 Centr volejbola Sankt-Peterburg, Kazan' Durata: 2h:52 - Spettatori: 3 300 | Zenit-Kazan           | 2 - 3 | Trefl Gdańsk   | 23-25, 23-25, 25-23, 29-27, 15-17 Golden set: 15-12 |
| 20 marzo 2019 Sibur Arena, San Pietroburgo Durata: 2h:13 - Spettatori: 5 123            | Zenit San Pietroburgo | 3 - 1 | Skra Bełchatów | 25-22, 21-25, 25-20, 25-20 Golden set: 11-15        |
| 21 marzo 2019 PalaCivitanova, Civitanova Marche Durata: 1h:14 - Spettatori: 3 345       | Lube                  | 3 - 0 | Dinamo Mosca   | 25-16, 25-21, 25-21                                 |

#### Squadre qualificate
- Lube
- Sir Safety Perugia
- Skra Bełchatów
- Zenit-Kazan

### Semifinali

#### Andata
| 3 aprile 2019 PalaEvangelisti, Perugia Durata: 2h:19 - Spettatori: 3 970 | Sir Safety Perugia | 2 - 3 | Zenit-Kazan | 22-25, 26-24, 25-27, 25-20, 13-15 |
| 3 aprile 2019 Atlas Arena, Łódź Durata: 1h:22 - Spettatori: 10 456       | Skra Bełchatów     | 0 - 3 | Lube        | 14-25, 20-25, 23-25               |

#### Ritorno
| 10 aprile 2019 Centr volejbola Sankt-Peterburg, Kazan' Durata: 2h:02 - Spettatori: 5 000 | Zenit-Kazan | 3 - 1 | Sir Safety Perugia | 22-25, 25-23, 25-23, 26-24 |
| 10 aprile 2019 PalaCivitanova, Civitanova Marche Durata: 1h:16 - Spettatori: 3 037       | Lube        | 3 - 0 | Skra Bełchatów     | 25-15, 25-20, 27-25        |

#### Squadre qualificate
- Lube
- Zenit-Kazan

### Finale
La città e l'impianto sede della Grand Finale sono stati annunciati il 14 febbraio 2019.

#### Grand Finale
| 18 maggio 2019 Max-Schmeling-Halle, Berlino Durata: 1h:39 - Spettatori: 9 200 | Zenit-Kazan | 1 - 3 | Lube | 25-16, 15-25, 12-25, 19-25 |

#### Squadra campione
- Lube